# Toranj
 Ovo je glavno značenje pojma Toranj. Za druga značenja pogledajte Toranj (razdvojba).
Toranj je, u širem smislu, svaka ljudska tvorevina (građevina) koja je viša no što je šira, izgrađen često na veoma maloj osnovi; u užem smislu, to je visok arhitektonski objekt različita tipa i raznovrsne namjene. Tornjevi se grade upravo zbog njihove visine koja im daje različite prednosti, te mogu biti samostalni (Eiffelov toranj u Parizu) ili dio većeg arhitektonskog kompleksa (Kosi toranj u Pisi).

## Etimologija
Tor je izvedenica iz latinskog turris, koje opet vuče korijene iz grčkog τύρσις a povezano je s pred-indoeuropskim mediteranskim jezicima, prije svega s ilirskim toponimom Βου-δοργίς. lidijskim Τύρρα, Τύρσα, što se veže s narodom Tirencima (Τυρρήνιοι) ali i Tuski (*Turs-ci), što je bio grčki i latinski naziv za Etruščane (Kretschmer Glotta 22, 110ff.).

## Povijest
Tornjevi se koriste još od prapovijesti. Najstariji poznati tornjevi su kružni tornjevi na zidinama neolitskog grada Jerihona (8000. pr. Kr.) i kasniji brojni mezopotamijski tornjevi. Neki od najstarijih sačuvanih primjera su strukture zvane broch u sjevernoj Škotskoj, koje su zapravo valjkaste kuće-tornjevi. Ovi i kasniji feničanski i starorimski primjeri dio su fortifikacijskog obrambenog sustava te se nazivaju kulama. Kasnije se kule koriste i za druge svrhe (npr. sat-kula pronađen u Mogadoru iz 1. st. pr. Kr. Je izveden od feničanskih i kartaških izvora. Rimljani su rabili oktogonalne tornjeve kao element Dioklecijanove palače u Splitu, koja datira oko 300. godine, dok su Servianske zidine (4. st. pr. Kr.) i Aurelianove zidine (3. st.) imali četvrtaste tornjeve. Kinezi koriste tornjeve kao integralni dio Kineskog zida za vrijeme dinastije Qin (210. pr. Kr.).
U islamskoj arhitekturi, još od ranih građevina (džamija u Samari), oni su važan dio džamije (minaret) s kojega se poziva na molitvu (ezav). Zanimljiv je nedovršeni Hassanov toranj u Maroku, koji je napušten 1199. god. i danas stoji samo kao spomenik.
Toranj u ranokršćanstvu postaje važan dio kršćanskog graditeljstva (zvonik crkve), te kasnijih srednjovjekovnih burgova i gradova.  Najpoznatiji srednjovjekovni toranj je Kosi toranj u Pisi izgrađen od 1173. do 1372. god.
Himalajski tornjevi su kameni tornjevi koji se većinom nalaze u Tibetu, a izgrađeni su u 14. i 15. stoljeću

## Funkcija

### Strateške prednosti
Tornjevi su kroz povijest svojim vlasnicima omogućavali obrambenu prednost omogućavajući im pogled na širu okolinu, uključujući i bojna polja. Uključivani su u obrambene zidine (kula) ili su građeni u blizini potencijalnih meta (opsadni toranj). Danas, se tornjevi u ovoj svrsi mogu pronaći u zatvorima i vojnim kampovima.

### Iskorištavanje gravitacije
Korištenjem slobodnog pada za pomjeranje predmeta ili tvari prema dolje, toranj se može koristiti za spremanje zrnastih ili tekućih tvari kao u silosima ili vodentornjevima, ali i kao nosač za bušenje tla kao u naftnim tornjevima, te za testiranje (npr. testiranje bombi) ili kao platforme za dubinsko ronjenje i tornjevi za obuku vatrogasaca ili padobranaca. Skijaške skakaonice koriste istu ideju čime se rješava nedostatak prirodne planinske rampe za skokove.

### Komunikacija
U povijesti su se jednostavni tornjevi poput svjetionika, zvonika, sat kula, signalnih tornjeva i minareta rabili za komunikaciju preko većih razdaljina (jedan od najranijih modernih tornjeva ove vrste bio je Šuhovljev toranj). U novije vrijeme, za ovu funkciju, koriste se radijski tornjevi i odašiljači za mobilnu komunikaciju, povećavajući raspon svog signala. CN toranj u Torontu (Kanada) je izgrađen kao komunikacijski toranj s mogućnošću da bude i odašiljač i repetitor. Oblikovan je također i kao turistička atrakcija, te se na njemu nalazi najviši vidikovac na 147. katu.

### Prometna podrška
Tornjevi se također koriste kao nosači mostova, a mogu doseći visine najviših nebodera. Najčešće se koriste kao podrška za viseće mostove. Uporaba pilona, jednostavnih nosača u obliku tornja, je također jako važna za izgradnju željezničkih mostova, vijadukta za masovni prijevoz i luka.

## Podjela

### Neboder
Moderna vrsta tornja, neboder, koristi manje prostora na tlu (gabarita) u odnosu na kvadratni prostor unutar građevine. Neboderi se često ne svrstavaju u tornjeve, iako moraju imati oblik i konstrukciju tornja. U Britaniji, visoke stambene zgrade nazivaju toranjskim blokovima, a u Sjedinjenim Državama, neboderi Svjetskog trgovinskog centra imali su nadimak Twin Towers (Tornjevi blizanci), nadimak koji dijele s Petronas tornjevima u Kuala Lumpuru.

### Ostale vrste tornjeva
- za dosezanje visina:  lansirni toranj, servisni toranj, vagon-toranj
- za postizanje atmosferskih uvjeta:  turbina za vjetar, meteorološki toranj, teleskopski toranj, solarni toranj,
- za iskorištavanje temperaturne razlike u dugim cijevima: rashladni toranj, dimnjak
- za zaštitu od vanjskih utjecaja:  BREN toranj
- za industrijsku proizvodnju:  shot toranj
- za nadgledanje: Nadgledni toranj
- kao simbol:  Babilonski toranj, Tarot toranj, crkveni toranj (kampanil).

## Poveznice
- zvonik
- kampanil
- popis tornjeva
- turret
- sat-kula
- popis najviših nebodera svijeta